# Обман (телесериал)
«Обма́н» (англ. Deception) — американский драматический телесериал, созданный Лиз Хелденс. NBC официально заказал первый сезон 10 мая 2012 года, а его премьера состоится в середине 2012—2013 телевизионного сезона. Первоначально сериал носил название «Бесчестные», однако в конце октября канал сменил его на «Обман». Главные роли в сериале исполняют Миган Гуд, Виктор Гарбер, Кэтрин Ланаса и Тейт Донован, а его премьера состоялась 7 января 2013 года. 8 мая 2013 года канал закрыл сериал после одного сезона.

## Сюжет
В центре сюжета находится детектив Джоанна Локасто, которая расследует смерть от якобы передозировки наркотиков своей подруги детства, Вивиан Бауэрс, богатой наследницы клана Бауэрсов. Будучи уверенной, что смерть подруги была не случайной, она придумывает план и вливается в богатое семейство, вскоре узнавая темные секреты людей, которых она когда-то знала.

## Актёры и персонажи

Первое рекламное фото с актёрами

### Основной состав
- Миган Гуд — Джоанна Локасто[2]
- Виктор Гарбер — Роберт Бауэрс[2]
- Кэтрин Ланаса — София Бауэрс[2]
- Тейт Донован — Эдвард Бауэрс[2]
- Марин Хинкль — Саманта Бауэрс[7]
- Лаз Алонсо — Уилл Морено[2]
- Элла Рэй Пек — Миа Бауэрс[2]
- Уэс Браун — Джулиан Бауэрс[8]

### Второстепенный состав
- Бри Уильямсон — Вивиан Бауэрс[2]
- Джон Ларрокетт — Дуайт Хэйверсток, сенатор США с темным прошлым[9].
- Кен Люн[10]
- С. Эпата Меркерсон — Беверли Педжет, мать Джоанны[11]